# Brandon O'Neill
Brandon O'Neill (Canadá, 21 de diciembre de 1984) es un gimnasta artístico canadiense, subcampeón del mundo en 2005 en el ejercicio de suelo.

## Carrera deportiva
En el Mundial de Melbourne 2005 gana la plata en la prueba de suelo, tras el brasileño Diego Hypólito, y por delante de los húngaro Róbert Gál y chino Liang Fuliang que empataron con el bronce.